# Kit Fine
Kit Fine (26 de março de 1946) é um matemático britânico.
É professor de matemática e filosofia da Universidade de Nova Iorque. Foi professor da Universidade da Califórnia em Los Angeles. Atua nas áreas da lógica filosófica, metafísica e filosofia da linguagem.
Obteve um Ph.D. em 1969 na Universidade de Warwick, orientado por Arthur Norman Prior. Foi editor do Journal of Symbolic Logic. Foi em 2013 Gödel Lecturer.

## Obras
- Semantic Relationism, 2007, ISBN 978-1-4051-0844-7
- Modality and Tense: Philosophical Papers, 2005, ISBN 0-19-927871-7
- The Limits of Abstraction, 2002, ISBN 0-19-924618-1
- Reasoning With Arbitrary Objects, 1986, ISBN 0-631-13844-7
- Worlds, Times, and Selves (com Arthur Norman Prior), 1977, ISBN 0-87023-227-4